# Switch (Golden Earring)
Switch è un album in studio del gruppo musicale olandese Golden Earring, pubblicato nel 1975 dalla Polydor.

## Tracce
1. "Plus Minus Absurdio" - 3:08
2. "Love is a Rodeo" - 3:37
3. "The Switch - 5:27
4. "Kill Me" - 6:22
5. "Tons of Time" - 4:20
6. "Daddy's Gonna Save My Soul" - 4:15
7. "Troubles and Hassles" - 4:20
8. "Lovesome DJ" – 4:36

## Formazione

### Gruppo
- George Kooymans - voce, chitarra
- Robert Jan Stips - tastiera
- Rinus Gerritsen -  basso
- Barry Hay - flauto, chitarra, voce
- Cesar Zuiderwijk –-batteria